# آلدئا د سان میگل
آلدئا د سان میگل (به اسپانیایی: Aldea de San Miguel) یک شهرستان در اسپانیا است که در استان وایادولید واقع شده‌است.